# Nagy Gábor (miniszteri tanácsos)
Nagy Gábor (Kézdivásárhely, 1845. augusztus 5. – Budapest, 1929. május 19.) miniszteri tanácsos.

## Élete
Nagy Mózes és Jancsó Mária fiaként született. Jogi tanulmányainak bevégezte után 1868-tól apja ügyvédi irodájában dolgozott. 1869-től 1871-ig Kézdivásárhelyen tanácsos volt, 1872-1876-ban rendőrkapitány, 1877-1878-ban polgármester, 1878-tól 1881-ig országgyűlési képviselő; 1881-ben titkár lett a pénzügyminiszteriumban, 1887-ben osztálytanácsos, 1890. január 1-jén átment a földművelési miniszteriumba, ahol különösen a lótenyészintézetek ügyeit intézte. 1897 végén miniszteri tanácsosi címet kapott. Több nevelési és jótékonysági egyletnek munkás tagja volt. Felesége Torján Mária volt.
Cikke a Nemzetgazdasági Szemlében (1879. Adatok a magyar korona országainak 1868-1877-ig terjedő tíz évi államháztartása eredményeiről).